# ناحیه‌های مجارستان
ناحیه‌های مجارستان دومین سطح تقسیمات کشوری مجارستان پس از استان است. این ناحیه‌ها در سال ۲۰۱۳ میلادی جایگزین ۱۷۵ زیرمنطقهٔ این کشور شدند. در حال حاضر، ۱۷۴ ناحیه در ۱۹ شهرستان، و ۲۳ ناحیه در بوداپست وجود دارد.

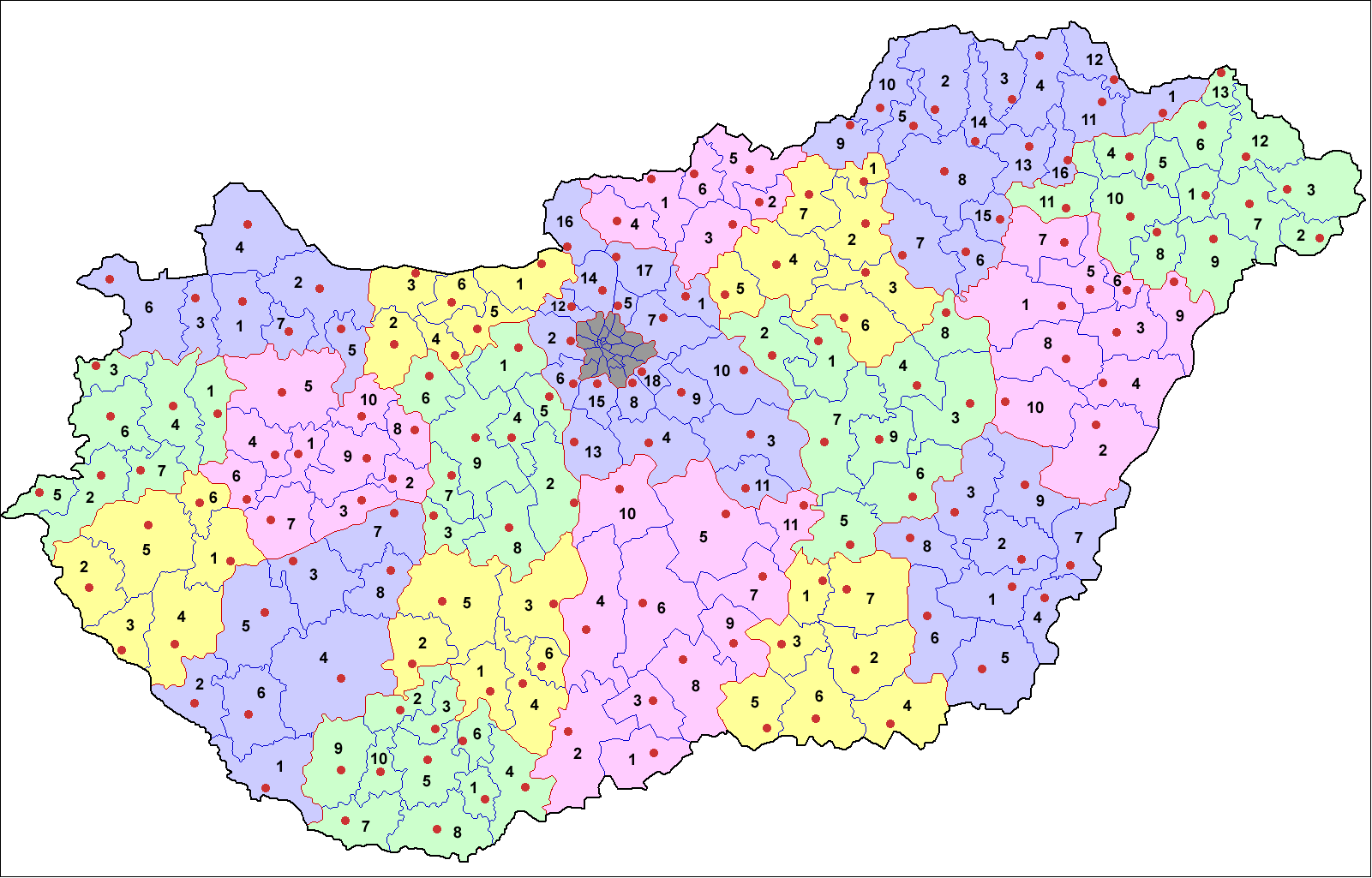
ناحیه‌های مجارستان.

## بارانیا
| ردیف | ناحیه            | مرکز ناحیه | مساحت (km۲) | جمعیت (۲۰۱۳) | تراکم جمعیت (pop/km۲) | تعدادِ     | تعدادِ |
| ردیف | ناحیه            | مرکز ناحیه | مساحت (km۲) | جمعیت (۲۰۱۳) | تراکم جمعیت (pop/km۲) | شهرستان‌ها | شهرها |
| ---- | ---------------- | ---------- | ----------- | ------------ | --------------------- | --------- | ----- |
| ۱    | ناحیه بوی        | بوی        | ۲۲۰٫۰۳      | ۱۱٬۸۷۹       | ۵۴                    | ۱۶        | ۱     |
| ۲    | ناحیه هدی‌هات     | شاشد       | ۳۶۰٫۷۲      | ۱۲٬۶۶۶       | ۳۵                    | ۲۵        | ۲     |
| ۳    | ناحیه کوملو      | کملو       | ۲۹۲٫۴۸      | ۳۵٬۰۸۴       | ۱۲۰                   | ۲۰        | ۱     |
| ۴    | ناحیه موهاچ      | موهاچ      | ۶۰۰٫۹۸      | ۳۴٬۹۰۱       | ۵۸                    | ۲۶        | ۱     |
| ۵    | ناحیه پچ         | پچ         | ۶۲۳٫۰۷      | ۱۸۰٬۱۳۸      | ۲۸۹                   | ۴۰        | ۲     |
| ۶    | ناحیه پچ‌واراد    | پچ‌واراد    | ۲۴۶٫۴۴      | ۱۱٬۷۸۷       | ۴۸                    | ۱۷        | ۱     |
| ۷    | ناحیه شیه        | شیه        | ۴۹۳٫۶۹      | ۱۴ ۳۸۳       | ۲۹                    | ۳۸        | ۱     |
| ۸    | ناحیه شیکلوش     | شیکلوش     | ۶۵۲٫۹۹      | ۳۶٬۱۰۱       | ۵۵                    | ۵۳        | ۳     |
| ۹    | ناحیه سنت‌لورینتس | سنت‌لورینتس | ۲۸۲٫۴۳      | ۱۵٬۰۴۴       | ۵۳                    | ۲۱        | ۱     |
| ۱۰   | ناحیه سیگت‌وار    | سیگت‌وار    | ۶۵۶٫۷۶      | ۲۵٬۱۵۸       | ۳۸                    | ۴۵        | ۱     |

## باچ-کیش‌کون
| ردیف | ناحیه                | مرکز ناحیه     | مساحت (km۲) | جمعیت (۲۰۱۳) | تراکم جمعیت (pop/km۲) | تعدادِ     | تعدادِ |
| ردیف | ناحیه                | مرکز ناحیه     | مساحت (km۲) | جمعیت (۲۰۱۳) | تراکم جمعیت (pop/km۲) | شهرستان‌ها | شهرها |
| ---- | -------------------- | -------------- | ----------- | ------------ | --------------------- | --------- | ----- |
| ۱    | ناحیه باچ‌آلماش       | باچ‌آلماش       | ۵۲۲٫۵۴      | ۱۹٬۹۸۳       | ۳۸                    | ۱۰        | ۱     |
| ۲    | ناحیه بایا           | بایا           | ۱٬۰۰۸٫۸۰    | ۶۶٬۶۰۰       | ۶۶                    | ۱۷        | ۱     |
| ۳    | ناحیه یانوش‌هالما     | یانوش‌هالما     | ۴۳۹٫۰۳      | ۱۷٬۲۹۷       | ۳۹                    | ۵         | ۲     |
| ۴    | ناحیه کالوچا         | کالوچا         | ۱٬۰۶۲٫۲۷    | ۵۱٬۰۲۸       | ۴۸                    | ۲۱        | ۳     |
| ۵    | ناحیه کچکمت          | کچکمت          | ۱٬۲۱۲٫۲۱    | ۱۵۶٬۴۱۳      | ۱۲۹                   | ۱۶        | ۳     |
| ۶    | ناحیه کیش‌کوروش       | کیش‌کوروش       | ۱٬۱۳۰٫۳۳    | ۵۵٬۱۵۵       | ۴۹                    | ۱۵        | ۴     |
| ۷    | ناحیه کیش‌کون‌فِلِدْیْ‌هازا | کیش‌کون‌فِلِدْیْ‌هازا | ۵۸۲٫۳۷      | ۳۶٬۸۵۶       | ۶۳                    | ۶         | ۱     |
| ۸    | ناحیه کیش‌کون‌هالاش    | کیش‌کون‌هالاش    | ۸۲۶٫۳۵      | ۴۳٬۷۳۵       | ۵۳                    | ۹         | ۲     |
| ۹    | ناحیه کیش‌کون‌مایشا    | کیش‌کون‌مایشا    | ۴۸۵٫۱۳      | ۱۹٬۲۰۶       | ۴۰                    | ۶         | ۱     |
| ۱۰   | ناحیه کون‌سنت‌میکلوش   | کون‌سنت‌میکلوش   | ۷۶۹٫۸۱      | ۲۹٬۹۰۶       | ۳۹                    | ۹         | ۳     |
| ۱۱   | ناحیه تیساکچکه‎       | تیساکچکه       | ۴۰۵٫۹۹      | ۲۳٬۴۳۵       | ۵۹                    | ۵         | ۱     |

## بکش
| ردیف | ناحیه             | مرکز ناحیه  | مساحت (km۲) | جمعیت (۲۰۱۳) | تراکم جمعیت (pop/km۲) | تعدادِ     | تعدادِ |
| ردیف | ناحیه             | مرکز ناحیه  | مساحت (km۲) | جمعیت (۲۰۱۳) | تراکم جمعیت (pop/km۲) | شهرستان‌ها | شهرها |
| ---- | ----------------- | ----------- | ----------- | ------------ | --------------------- | --------- | ----- |
| ۱    | ناحیه بِکِش‌چابا     | بِکِش‌چابا     | ۶۳۶٫۱۶      | ۸۲٬۴۲۴       | ۱۳۰                   | ۹         | ۳     |
| ۲    | ناحیه بکش         | بِکِش         | ۵۲۵٫۲۴      | ۳۷٬۲۵۹       | ۷۱                    | ۷         | ۲     |
| ۳    | ناحیه دیومائندرود | دیومائندرود | ۶۸۶٫۲۱      | ۲۳٬۹۸۰       | ۳۵                    | ۵         | ۲     |
| ۴    | ناحیه دیولا       | دیولا       | ۴۱۳٫۲۲      | ۴۱٬۵۷۹       | ۱۰۱                   | ۴         | ۲     |
| ۵    | ناحیه مزوکواچ‌هازا | مزوکواچ‌هازا | ۸۸۱٫۴۹      | ۴۰٬۶۰۸       | ۴۶                    | ۱۸        | ۴     |
| ۶    | ناحیه اوروش‌هازا   | اوروش‌هازا   | ۷۱۷٫۱۸      | ۵۱٬۳۹۲       | ۷۲                    | ۸         | ۲     |
| ۷    | ناحیه شارکاد      | شارکاد      | ۵۷۰٫۹۷      | ۲۳٬۲۲۸       | ۴۱                    | ۱۱        | ۱     |
| ۸    | ناحیه سارواش      | سارواش      | ۴۸۵٫۰۶      | ۲۸٬۵۵۸       | ۵۹                    | ۶         | ۱     |
| ۹    | ناحیه سگ‌هالوم     | سِگ‌هالوم     | ۷۱۴٫۱۹      | ۳۰٬۱۲۵       | ۴۲                    | ۷         | ۴     |

## بورشود-آبااوی-زمپلن
| ردیف | ناحیه                 | مرکز ناحیه      | مساحت (km۲) | جمعیت (۲۰۱۳) | تراکم جمعیت (pop/km۲) | تعدادِ     | تعدادِ |
| ردیف | ناحیه                 | مرکز ناحیه      | مساحت (km۲) | جمعیت (۲۰۱۳) | تراکم جمعیت (pop/km۲) | شهرستان‌ها | شهرها |
| ---- | --------------------- | --------------- | ----------- | ------------ | --------------------- | --------- | ----- |
| ۱    | ناحیه تسیگاند         | تسیگاند         | ۳۸۹٫۹۹      | ۱۶٬۲۹۴       | ۴۲                    | ۱۵        | ۱     |
| ۲    | ناحیه ادلنی           | ادلنی           | ۷۱۷٫۸۶      | ۳۴٬۰۱۲       | ۴۷                    | ۴۵        | ۲     |
| ۳    | ناحیه انچ             | انچ             | ۳۷۸٫۳۹      | ۲۱٬۷۸۳       | ۵۸                    | ۲۹        | ۱     |
| ۴    | ناحیه گونتس           | گونتس           | ۵۴۹٫۶۰      | ۱۹٬۵۴۹       | ۳۵                    | ۳۲        | ۲     |
| ۵    | ناحیه کازینتس‌بارتسیکا | کازینتس‌بارتسیکا | ۳۴۱٫۷۲      | ۶۵٬۸۲۸       | ۱۹۳                   | ۲۲        | ۳     |
| ۶    | ناحیه مزوچات          | مزوچات          | ۳۵۱٫۲۷      | ۱۴٬۶۳۵       | ۴۲                    | ۸         | ۱     |
| ۷    | ناحیه مزوکووشد        | مزوکوشد         | ۷۲۳٫۸۶      | ۴۲٬۴۴۲       | ۵۹                    | ۲۳        | ۲     |
| ۸    | ناحیه میشکولتس        | میشکولتس        | ۹۷۲٫۸۰      | ۲۴۵٬۳۸۴      | ۲۵۲                   | ۳۹        | ۶     |
| ۹    | ناحیه اوزد            | اُزد             | ۳۸۵٫۵۷      | ۵۴٬۵۲۷       | ۱۴۱                   | ۱۷        | ۲     |
| ۱۰   | ناحیه پوتنوک          | پوتنوک          | ۳۹۱٫۲۵      | ۱۹٬۲۵۲       | ۴۹                    | ۲۶        | ۱     |
| ۱۱   | ناحیه شاروش‌پاتاک      | شاروش‌پاتاک      | ۴۷۷٫۶۷      | ۲۵٬۰۵۷       | ۵۲                    | ۱۶        | ۱     |
| ۱۲   | ناحیه شاتورایااوی‌هی   | شاتورایااوی‌هی   | ۳۲۱٫۳۸      | ۲۲٬۶۷۳       | ۷۱                    | ۲۱        | ۲     |
| ۱۳   | ناحیه سرنچ            | سرنچ            | ۴۳۲٫۰۹      | ۳۸٬۲۵۹       | ۸۹                    | ۱۴        | ۱     |
| ۱۴   | ناحیه سیکسو           | سیکسو           | ۳۰۹٫۲۴      | ۱۷٬۵۶۶       | ۳۷                    | ۲۴        | ۱     |
| ۱۵   | ناحیه تیسااوی‌واروش    | تیسااوی‌واروش    | ۲۴۸٫۸۷      | ۳۱٬۸۰۱       | ۱۲۸                   | ۱۶        | ۱     |
| ۱۶   | ناحیه توکای           | توکای           | ۲۵۵٫۸۰      | ۱۳٬۳۸۳       | ۵۲                    | ۱۱        | ۱     |

## چونگراد-چاناد
| ردیف | ناحیه               | مرکز ناحیه    | مساحت (km۲) | جمعیت (۲۰۱۳) | تراکم جمعیت (pop/km۲) | تعدادِ     | تعدادِ |
| ردیف | ناحیه               | مرکز ناحیه    | مساحت (km۲) | جمعیت (۲۰۱۳) | تراکم جمعیت (pop/km۲) | شهرستان‌ها | شهرها |
| ---- | ------------------- | ------------- | ----------- | ------------ | --------------------- | --------- | ----- |
| ۱    | ناحیه چونگراد       | چونگراد       | ۳۳۹٫۲۴      | ۲۲٬۶۹۷       | ۶۷                    | ۴         | ۱     |
| ۲    | ناحیه هودمزوواشارهی | هودمزوواشارهی | ۷۰۷٫۷۷      | ۵۶٬۱۶۴       | ۷۹                    | ۴         | ۲     |
| ۳    | ناحیه کیش‌تلک        | کیش‌تلک        | ۴۱۰٫۲۰      | ۱۸٬۴۲۹       | ۴۵                    | ۶         | ۱     |
| ۴    | ناحیه ماکو          | ماکو          | ۶۸۸٫۸۵      | ۴۴٬۶۱۲       | ۶۵                    | ۱۵        | ۲     |
| ۵    | ناحیه موراهالوم     | موراهالوم     | ۵۶۱٫۷۱      | ۲۸٬۷۴۱       | ۵۱                    | ۱۰        | ۱     |
| ۶    | ناحیه سگد           | سگد           | ۷۴۱٫۱۰      | ۱۹۷٬۶۷۹      | ۲۶۷                   | ۱۳        | ۲     |
| ۷    | ناحیه سنتش          | سنتش          | ۸۱۳٫۸۴      | ۴۱٬۲۴۹       | ۵۱                    | ۸         | ۱     |

## فِیِر
| ردیف | ناحیه              | مرکز ناحیه   | مساحت (km۲) | جمعیت (۲۰۱۳) | تراکم جمعیت (pop/km۲) | تعدادِ     | تعدادِ |
| ردیف | ناحیه              | مرکز ناحیه   | مساحت (km۲) | جمعیت (۲۰۱۳) | تراکم جمعیت (pop/km۲) | شهرستان‌ها | شهرها |
| ---- | ------------------ | ------------ | ----------- | ------------ | --------------------- | --------- | ----- |
| ۱    | ناحیه بیچکه        | بیچکه        | ۵۷۸٫۲۵      | ۳۵٬۶۶۰       | ۶۲                    | ۱۵        | ۱     |
| ۲    | ناحیه دونااوی‌واروش | دونااوی‌واروش | ۶۵۰٫۰۵      | ۹۱٬۸۵۴       | ۱۴۱                   | ۱۶        | ۴     |
| ۳    | ناحیه انیینگ       | انیینگ       | ۴۳۳٫۱۲      | ۱۳٬۱۸۷       | ۴۶                    | ۹         | ۱     |
| ۴    | ناحیه گاردونی      | گاردونی      | ۳۰۶٫۷۹      | ۲۹٬۷۷۵       | ۹۷                    | ۱۰        | ۲     |
| ۵    | ناحیه مارتون‌واشار  | مارتون‌واشار  | ۲۷۷٫۱۳      | ۲۶٬۵۳۱       | ۹۶                    | ۸         | ۲     |
| ۶    | ناحیه مور          | مر           | ۴۱۷٫۵۵      | ۳۴٬۴۳۱       | ۸۳                    | ۱۳        | ۲     |
| ۷    | ناحیه شاربوگارد    | شاربوگارد    | ۶۵۳٫۵۲      | ۲۸٬۵۰۹       | ۴۴                    | ۱۲        | ۱     |
| ۸    | ناحیه سکش‌فهروار    | سکش‌فهروار    | ۱٬۰۳۲٫۰۵    | ۱۵۶٬۹۳۵      | ۱۵۲                   | ۲۵        | ۳     |

## دیور-موشون-شوپرون
| ردیف | ناحیه                 | مرکز ناحیه      | مساحت (km۲) | جمعیت (۲۰۱۳) | تراکم جمعیت (pop/km۲) | تعدادِ     | تعدادِ |
| ردیف | ناحیه                 | مرکز ناحیه      | مساحت (km۲) | جمعیت (۲۰۱۳) | تراکم جمعیت (pop/km۲) | شهرستان‌ها | شهرها |
| ---- | --------------------- | --------------- | ----------- | ------------ | --------------------- | --------- | ----- |
| ۱    | ناحیه چورنا           | چورنا           | ۵۷۹٫۷۷      | ۳۲٬۸۸۲       | ۵۷                    | ۳۳        | ۱     |
| ۲    | ناحیه دیور            | دیور            | ۹۰۳٫۴۱      | ۱۸۹٬۸۵۷      | ۲۱۰                   | ۳۵        | ۱     |
| ۳    | ناحیه کاپووار         | کاپوور          | ۳۷۲٫۱۴      | ۲۳٬۷۰۵       | ۶۴                    | ۱۹        | ۲     |
| ۴    | ناحیه موشون‌مادیارووار | موشون‌مادیارووار | ۸۹۹٫۹۷      | ۷۲٬۵۳۲       | ۸۱                    | ۲۶        | ۲     |
| ۵    | ناحیه پانونهالما      | پانونهالما      | ۳۱۲٫۳۵      | ۱۵٬۵۲۲       | ۵۰                    | ۱۷        | ۱     |
| ۶    | ناحیه شوپرون          | شپرن            | ۸۶۷٫۷۵      | ۹۹٬۲۷۱       | ۱۱۴                   | ۳۹        | ۳     |
| ۷    | ناحیه تت              | تِت              | ۲۷۲٫۶۲      | ۱۴٬۵۴۳       | ۵۳                    | ۱۴        | ۱     |

## هایدو-بیهار
| ردیف | ناحیه                | مرکز ناحیه     | مساحت (km۲) | جمعیت (۲۰۱۳) | تراکم جمعیت (pop/km۲) | تعدادِ     | تعدادِ |
| ردیف | ناحیه                | مرکز ناحیه     | مساحت (km۲) | جمعیت (۲۰۱۳) | تراکم جمعیت (pop/km۲) | شهرستان‌ها | شهرها |
| ---- | -------------------- | -------------- | ----------- | ------------ | --------------------- | --------- | ----- |
| ۱    | ناحیه بالمازاوی‌واروش | بالمازاوی‌واروش | ۸۲۷٫۴۴      | ۳۰٬۴۸۸       | ۳۷                    | ۵         | ۲     |
| ۲    | ناحیه برتیواوی‌فالو   | برتیواویفالو   | ۱٬۰۷۳٫۹۰    | ۴۵٬۵۳۹       | ۴۲                    | ۲۵        | ۳     |
| ۳    | ناحیه دبرتسن         | دبرتسن         | ۵۳۱٫۱۳      | ۲۱۷٬۲۱۷      | ۴۰۹                   | ۲         | ۲     |
| ۴    | ناحیه درچکه          | درچکه          | ۶۵۰٫۳۱      | ۴۱٬۸۲۰       | ۶۴                    | ۱۳        | ۲     |
| ۵    | ناحیه هایدوبوسورمنی  | هایدوبوسورمنی  | ۴۷۱٫۴۳      | ۴۰٬۴۲۴       | ۸۶                    | ۲         | ۲     |
| ۶    | ناحیه هایدوهادهاز    | هایدوهادهز     | ۱۳۷٫۰۲      | ۲۲٬۳۲۸       | ۱۶۳                   | ۳         | ۲     |
| ۷    | ناحیه هایدوناناش     | هایدوناناش     | ۵۴۷٫۲۷      | ۲۹٬۶۳۸       | ۵۴                    | ۶         | ۲     |
| ۸    | ناحیه هایدوسوبوسلو   | هایدوسوبوسلو   | ۷۳۲٫۶۵      | ۴۳٬۱۷۵       | ۵۹                    | ۵         | ۲     |
| ۹    | ناحیه نییرادونی      | نییرادونی      | ۵۱۰٫۳۱      | ۲۹٬۸۴۶       | ۵۸                    | ۹         | ۲     |
| ۱۰   | ناحیه پوشپوک‌لادانی   | پوشپوک‌لادانی   | ۷۲۹٫۰۵      | ۴۰٬۸۷۷       | ۵۶                    | ۱۲        | ۲     |

## هِوِش
| ردیف | ناحیه             | مرکز ناحیه  | مساحت (km۲) | جمعیت (۲۰۱۳) | تراکم جمعیت (pop/km۲) | تعدادِ     | تعدادِ |
| ردیف | ناحیه             | مرکز ناحیه  | مساحت (km۲) | جمعیت (۲۰۱۳) | تراکم جمعیت (pop/km۲) | شهرستان‌ها | شهرها |
| ---- | ----------------- | ----------- | ----------- | ------------ | --------------------- | --------- | ----- |
| ۱    | ناحیه بلاپاتفالوا | بلاپاتفالوا | ۱۸۰٫۸۹      | ۸٬۸۷۰        | ۴۹                    | ۸         | ۱     |
| ۲    | ناحیه اگر         | اِگر         | ۶۰۲٫۰۵      | ۸۶٬۲۴۱       | ۱۴۳                   | ۲۲        | ۲     |
| ۳    | ناحیه فوزشابونی   | Füzesabony  | ۵۷۸٫۵۶      | ۳۰٬۳۹۶       | ۵۳                    | ۱۶        | ۱     |
| ۴    | ناحیه دیوندیوش    | دیوندیوش    | ۷۵۰٫۷۸      | ۷۳٬۴۶۰       | ۹۸                    | ۲۵        | ۲     |
| ۵    | ناحیه هاتوان      | هاتوان      | ۳۵۲٫۱۶      | ۵۰٬۸۷۲       | ۱۴۴                   | ۱۳        | ۲     |
| ۶    | ناحیه هوش         | هِوِش         | ۶۹۷٫۶۸      | ۳۵٬۱۱۶       | ۵۰                    | ۱۷        | ۲     |
| ۷    | ناحیه پترواشارا   | پترواشارا   | ۴۷۵٫۰۷      | ۲۱٬۳۸۱       | ۴۵                    | ۲۰        | ۱     |

## یاس-نادْیْکون-سولنوک
| ردیف | ناحیه                | مرکز ناحیه     | مساحت (km۲) | جمعیت (۲۰۱۳) | تراکم جمعیت (pop/km۲) | تعدادِ     | تعدادِ |
| ردیف | ناحیه                | مرکز ناحیه     | مساحت (km۲) | جمعیت (۲۰۱۳) | تراکم جمعیت (pop/km۲) | شهرستان‌ها | شهرها |
| ---- | -------------------- | -------------- | ----------- | ------------ | --------------------- | --------- | ----- |
| ۱    | ناحیه یاس‌آپاتی       | یاس‌آپاتی       | ۵۴۴٫۴۵      | ۳۳٬۱۶۰       | ۶۱                    | ۹         | ۲     |
| ۲    | ناحیه یاس‌برنی        | یاس‌برنی        | ۶۱۷٫۰۱      | ۵۰٬۹۲۸       | ۸۳                    | ۹         | ۳     |
| ۳    | ناحیه کارتساگ        | کارتساگ        | ۸۵۷٫۲۶      | ۴۳٬۱۵۲       | ۵۰                    | ۵         | ۳     |
| ۴    | ناحیه کون‌هدیش        | کون‌هدیش        | ۴۶۴٫۵۸      | ۲۰٬۴۳۴       | ۴۴                    | ۷         | ۲     |
| ۵    | ناحیه کون‌سنت‌مارتون   | کون‌سنت‌مارتون   | ۵۷۶٫۴۹      | ۳۶٬۳۰۰       | ۶۳                    | ۱۱        | ۲     |
| ۶    | ناحیه مزوتور         | مزوتور         | ۷۲۵٫۷۴      | ۲۷٬۷۹۸       | ۳۸                    | ۵         | ۲     |
| ۷    | ناحیه سولنوک         | سولنوک         | ۹۱۴٫۴۸      | ۱۱۸٬۲۴۵      | ۱۲۹                   | ۱۸        | ۵     |
| ۸    | ناحیه تیسافورد       | تیسافورد       | ۴۱۷٫۰۵      | ۱۹٬۸۹۵       | ۴۸                    | ۷         | ۱     |
| ۹    | ناحیه توروک‌سنت‌میکلوش | توروک‌سنت‌میکلوش | ۴۶۴٫۵۴      | ۳۶٬۷۴۲       | ۷۹                    | ۷         | ۲     |

## کوماروم-استرگوم
| ردیف | ناحیه           | مرکز ناحیه | مساحت (km۲) | جمعیت (۲۰۱۳) | تراکم جمعیت (pop/km۲) | تعدادِ     | تعدادِ |
| ردیف | ناحیه           | مرکز ناحیه | مساحت (km۲) | جمعیت (۲۰۱۳) | تراکم جمعیت (pop/km۲) | شهرستان‌ها | شهرها |
| ---- | --------------- | ---------- | ----------- | ------------ | --------------------- | --------- | ----- |
| ۱    | ناحیه استرگوم   | استرگم     | ۵۳۷٫۲۶      | ۹۲٬۹۰۲       | ۱۷۳                   | ۲۴        | ۵     |
| ۲    | ناحیه کیشبر     | کیشبر      | ۵۱۰٫۵۵      | ۲۰ ۲۲۱       | ۴۰                    | ۱۷        | ۱     |
| ۳    | ناحیه کوماروم   | کوماروم    | ۳۷۸٫۷۶      | ۳۹٬۵۵۹       | ۱۰۴                   | ۹         | ۳     |
| ۴    | ناحیه اوروسلانی | اوروسلانی  | ۱۹۹٫۳۹      | ۲۵٬۹۷۳       | ۱۳۰                   | ۶         | ۱     |
| ۵    | ناحیه تاتابانیا | تاتابانیا  | ۳۳۱٫۶۵      | ۸۵٬۰۵۴       | ۲۵۶                   | ۱۰        | ۱     |
| ۶    | ناحیه تاتا      | تاتا       | ۳۰۶٫۷۲      | ۳۸٬۷۴۲       | ۱۲۶                   | ۱۰        | ۱     |

## نوگراد
| ردیف | ناحیه               | مرکز ناحیه    | مساحت (km۲) | جمعیت (۲۰۱۳) | تراکم جمعیت (pop/km۲) | تعدادِ     | تعدادِ |
| ردیف | ناحیه               | مرکز ناحیه    | مساحت (km۲) | جمعیت (۲۰۱۳) | تراکم جمعیت (pop/km۲) | شهرستان‌ها | شهرها |
| ---- | ------------------- | ------------- | ----------- | ------------ | --------------------- | --------- | ----- |
| ۱    | ناحیه بالاشادیارمات | بالاشادیارمات | ۵۳۲٫۹۴      | ۳۹٬۸۲۹       | ۷۵                    | ۲۹        | ۱     |
| ۲    | ناحیه باتونی‌ترنیه   | باتنترنیه     | ۲۱۵٫۴۵      | ۲۱٬۵۹۰       | ۱۰۰                   | ۸         | ۱     |
| ۳    | ناحیه پاستو         | پاستو         | ۵۵۱٫۵۷      | ۳۱٬۴۹۷       | ۵۷                    | ۲۶        | ۱     |
| ۴    | ناحیه رتشاگ         | رتشاگ         | ۴۳۵٫۰۳      | ۲۳٬۷۸۹       | ۵۵                    | ۲۵        | ۱     |
| ۵    | ناحیه شالگوتاریان   | شالگوتاریان   | ۵۲۵٫۲۳      | ۶۴٬۵۰۴       | ۱۲۳                   | ۲۹        | ۱     |
| ۶    | ناحیه سچنی          | سچنی          | ۲۸۵٫۲۵      | ۱۹٬۵۳۷       | ۶۸                    | ۱۴        | ۱     |

## پشت
| ردیف | ناحیه               | مرکز ناحیه    | مساحت (km۲) | جمعیت (۲۰۱۳) | تراکم جمعیت (pop/km۲) | تعدادِ     | تعدادِ |
| ردیف | ناحیه               | مرکز ناحیه    | مساحت (km۲) | جمعیت (۲۰۱۳) | تراکم جمعیت (pop/km۲) | شهرستان‌ها | شهرها |
| ---- | ------------------- | ------------- | ----------- | ------------ | --------------------- | --------- | ----- |
| ۱    | ناحیه آسود          | آسود          | ۲۹۸٫۳۷      | ۳۶٬۹۹۲       | ۱۲۶                   | ۱۱        | ۲     |
| ۲    | ناحیه بوداکسی       | بوداکسی       | ۲۸۸٫۹۵      | ۸۴٬۶۴۶       | ۲۹۳                   | ۱۲        | ۴     |
| ۳    | ناحیه تسگلد         | تسِگلِد         | ۸۸۶٫۳۰      | ۸۹٬۲۶۱       | ۱۰۱                   | ۱۲        | ۳     |
| ۴    | ناحیه داباش         | داباش         | ۶۱۴٫۲۳      | ۴۸٬۷۴۶       | ۷۹                    | ۱۱        | ۲     |
| ۵    | ناحیه دوناکسی       | دوناکسی       | ۱۰۳٫۰۷      | ۷۸٬۷۵۷       | ۷۶۴                   | ۴         | ۳     |
| ۶    | ناحیه ارد           | ارد           | ۱۸۴٫۲۹      | ۱۱۷٬۳۰۴      | ۶۳۷                   | ۷         | ۴     |
| ۷    | ناحیه گودوللو       | گودوللو       | ۴۴۹٫۶۶      | ۱۴۰٬۲۰۵      | ۳۱۲                   | ۱۵        | ۶     |
| ۸    | ناحیه دیال          | دیال          | ۱۷۰٫۹۹      | ۴۰٬۳۰۹       | ۲۳۶                   | ۴         | ۲     |
| ۹    | ناحیه مونور         | منر           | ۳۲۹٫۸۱      | ۶۴٬۲۲۷       | ۱۹۵                   | ۱۱        | ۳     |
| ۱۰   | ناحیه نادی‌کاتا      | نادی‌کاتا      | ۷۱۰٫۱۲      | ۷۴٬۱۶۸       | ۱۰۴                   | ۱۶        | ۳     |
| ۱۱   | ناحیه نادی‌کوروش     | نادی‌کوروش     | ۳۴۹٫۲۵      | ۲۷٬۸۲۴       | ۸۰                    | ۳         | ۱     |
| ۱۲   | ناحیه پیلیش‌ووروش‌وار | پیلیش‌ووروش‌وار | ۱۳۰٫۸۱      | ۵۲٬۴۶۶       | ۴۰۱                   | ۹         | ۲     |
| ۱۳   | ناحیه راتس‌کوه       | راتس‌کوه       | ۴۱۷٫۰۵      | ۳۶٬۱۲۰       | ۸۷                    | ۱۱        | ۱     |
| ۱۴   | ناحیه سنت‌اندره      | سنت‌اندره      | ۳۲۶٫۵۸      | ۷۷٬۷۲۰       | ۲۳۸                   | ۱۳        | ۴     |
| ۱۵   | ناحیه سیگت‌سنت‌میکلوش | سیگت‌سنت‌میکلوش | ۲۱۱٫۲۸      | ۱۱۰٬۰۳۳      | ۵۲۱                   | ۹         | ۶     |
| ۱۶   | ناحیه سوب           | سُب            | ۴۳۸٫۳۲      | ۲۴٬۴۸۷       | ۵۶                    | ۱۷        | ۲     |
| ۱۷   | ناحیه واتس          | واتس          | ۳۶۲٫۲۳      | ۶۷٬۷۸۱       | ۱۸۷                   | ۱۸        | ۲     |
| ۱۸   | ناحیه وچش           | وچش           | ۱۱۹٫۷۴      | ۴۷٬۱۲۶       | ۳۹۴                   | ۴         | ۳     |

## شومودی
| ردیف | ناحیه          | مرکز ناحیه | مساحت (km۲) | جمعیت (۲۰۱۳) | تراکم جمعیت (pop/km۲) | تعدادِ     | تعدادِ |
| ردیف | ناحیه          | مرکز ناحیه | مساحت (km۲) | جمعیت (۲۰۱۳) | تراکم جمعیت (pop/km۲) | شهرستان‌ها | شهرها |
| ---- | -------------- | ---------- | ----------- | ------------ | --------------------- | --------- | ----- |
| ۱    | ناحیه بارچ     | بارچ       | ۶۹۶٫۴۷      | ۲۳٬۸۱۷       | ۳۴                    | ۲۶        | ۱     |
| ۲    | ناحیه چورگو    | چورگو      | ۴۹۶٫۲۰      | ۱۶٬۸۰۷       | ۳۴                    | ۱۸        | ۱     |
| ۳    | ناحیه فونیود   | Fonyód     | ۶۴۵٫۴۴      | ۳۴٬۵۹۹       | ۵۴                    | ۲۱        | ۴     |
| ۴    | ناحیه کاپوشوار | کاپشوار    | ۱٬۵۹۱٫۳۶    | ۱۱۷٬۴۹۲      | ۷۴                    | ۷۸        | ۴     |
| ۵    | ناحیه مارتسالی | مارتسالی   | ۹۰۴٫۲۴      | ۳۴٬۷۳۴       | ۳۸                    | ۳۷        | ۱     |
| ۶    | ناحیه نادی‌آتاد | نادی‌آتاد   | ۶۴۷٫۰۷      | ۲۶٬۱۰۰       | ۴۰                    | ۱۸        | ۱     |
| ۷    | ناحیه شیوفوک   | شیوفک      | ۶۵۷٫۰۵      | ۵۱٬۷۶۱       | ۷۹                    | ۲۴        | ۳     |
| ۸    | ناحیه تاب      | تاب        | ۴۲۷٫۲۴      | ۱۲٬۷۸۶       | ۳۰                    | ۲۴        | ۱     |

## سابولچ-ساتمار-بِرِگ
| ردیف | ناحیه                 | مرکز ناحیه      | مساحت (km۲) | جمعیت (۲۰۱۳) | تراکم جمعیت (pop/km۲) | تعدادِ     | تعدادِ |
| ردیف | ناحیه                 | مرکز ناحیه      | مساحت (km۲) | جمعیت (۲۰۱۳) | تراکم جمعیت (pop/km۲) | شهرستان‌ها | شهرها |
| ---- | --------------------- | --------------- | ----------- | ------------ | --------------------- | --------- | ----- |
| ۱    | ناحیه باکتالورانت‌هازا | باکتالورانت‌هازا | ۲۵۴٫۴۷      | ۱۹٬۵۲۱       | ۷۷                    | ۱۲        | ۱     |
| ۲    | ناحیه چنگر            | چنگر            | ۲۴۶٫۵۱      | ۱۳٬۸۳۹       | ۵۶                    | ۱۱        | ۱     |
| ۳    | ناحیه فهردیارمات      | فهردیارمات      | ۷۰۷٫۳۸      | ۳۸٬۳۶۳       | ۵۴                    | ۵۰        | ۱     |
| ۴    | ناحیه ایبرانی         | ایبرانی         | ۳۰۴٫۹۱      | ۲۳٬۸۵۰       | ۷۸                    | ۸         | ۲     |
| ۵    | ناحیه کمچه            | کمچه            | ۲۴۶٫۴۱      | ۲۲٬۱۸۵       | ۹۰                    | ۱۱        | ۲     |
| ۶    | ناحیه کیش‌واردا        | کیش‌واردا        | ۵۲۳٫۰۹      | ۵۷٬۰۵۰       | ۱۰۹                   | ۲۳        | ۳     |
| ۷    | ناحیه ماته‌سالکا       | ماته‌سالکا       | ۶۲۴٫۷۰      | ۶۴٬۸۱۰       | ۱۰۴                   | ۲۶        | ۳     |
| ۸    | ناحیه نادی‌کالو        | نادکلو          | ۳۷۷٫۳۷      | ۳۰٬۴۳۰       | ۸۱                    | ۸         | ۲     |
| ۹    | ناحیه نییرباتور       | نیرباتور        | ۶۹۵٫۹۴      | ۴۳٬۵۵۷       | ۶۳                    | ۲۰        | ۳     |
| ۱۰   | ناحیه نیردی‌هازا       | نیردی‌هازا       | ۸۰۹٫۶۰      | ۱۶۶٬۶۸۴      | ۲۰۶                   | ۱۵        | ۴     |
| ۱۱   | ناحیه تیساواش‌واری     | تیساواش‌واری     | ۳۸۱٫۶۱      | ۲۷٬۳۰۶       | ۷۲                    | ۶         | ۲     |
| ۱۲   | ناحیه واشاروش‌نامنی    | واشاروش‌نامنی    | ۶۱۷٫۹۴      | ۳۶٬۶۸۹       | ۵۹                    | ۲۸        | ۲     |
| ۱۳   | ناحیه زاهونی          | زاهونی          | ۱۴۵٫۹۲      | ۱۹٬۳۶۹       | ۱۳۳                   | ۱۱        | ۲     |

## تولنا
| ردیف | ناحیه          | مرکز ناحیه | مساحت (km۲) | جمعیت (۲۰۱۳) | تراکم جمعیت (pop/km۲) | تعدادِ     | تعدادِ |
| ردیف | ناحیه          | مرکز ناحیه | مساحت (km۲) | جمعیت (۲۰۱۳) | تراکم جمعیت (pop/km۲) | شهرستان‌ها | شهرها |
| ---- | -------------- | ---------- | ----------- | ------------ | --------------------- | --------- | ----- |
| ۱    | ناحیه بونیهاد  | بونی‌هاد    | ۴۷۶٫۸۱      | ۳۱٬۵۸۲       | ۶۶                    | ۲۵        | ۲     |
| ۲    | ناحیه دومبووار | دومبووار   | ۵۰۹٫۰۲      | ۳۲٬۳۳۳       | ۶۴                    | ۱۶        | ۱     |
| ۳    | ناحیه پاکش     | پاکش       | ۸۳۶٫۰۰      | ۴۹٬۶۱۰       | ۵۹                    | ۱۵        | ۲     |
| ۴    | ناحیه سکسارد   | سکسارد     | ۶۵۶٫۱۸      | ۵۹٬۴۱۲       | ۹۱                    | ۱۷        | ۲     |
| ۵    | ناحیه تاماشی   | تاماشی     | ۱٬۰۱۹٫۹۳    | ۳۸٬۷۸۵       | ۳۸                    | ۳۲        | ۳     |
| ۶    | ناحیه تولنا    | تلنا       | ۲۰۵٫۲۴      | ۱۸٬۲۱۰       | ۸۹                    | ۴         | ۱     |

## واش
| ردیف | ناحیه            | مرکز ناحیه | مساحت (km۲) | جمعیت (۲۰۱۳) | تراکم جمعیت (pop/km۲) | تعدادِ     | تعدادِ |
| ردیف | ناحیه            | مرکز ناحیه | مساحت (km۲) | جمعیت (۲۰۱۳) | تراکم جمعیت (pop/km۲) | شهرستان‌ها | شهرها |
| ---- | ---------------- | ---------- | ----------- | ------------ | --------------------- | --------- | ----- |
| ۱    | ناحیه تسلدومولک  | تسلدومولک  | ۴۷۴٫۱۳      | ۲۴٬۷۸۷       | ۵۲                    | ۲۸        | ۲     |
| ۲    | ناحیه کورمند     | کرمند      | ۶۱۴٫۵۳      | ۲۶٬۸۶۵       | ۴۴                    | ۴۶        | ۲     |
| ۳    | ناحیه کوسگ       | کوسگ       | ۲۸۶٫۴۵      | ۲۵٬۴۷۳       | ۸۹                    | ۲۱        | ۳     |
| ۴    | ناحیه شاروار     | شاروار     | ۶۸۵٫۴۵      | ۳۸٬۸۶۲       | ۵۷                    | ۴۲        | ۲     |
| ۵    | ناحیه سنت‌گوتهارد | سنت‌گوتهارد | ۲۵۵٫۰۴      | ۱۵٬۱۸۰       | ۶۰                    | ۱۶        | ۱     |
| ۶    | ناحیه سومبات‌هی   | سومبات‌هی   | ۶۴۶٫۳۶      | ۱۱۰٬۵۰۴      | ۱۷۱                   | ۴۰        | ۲     |
| ۷    | ناحیه واش‌وار     | واش‌وار     | ۳۷۴٫۱۴      | ۱۳٬۶۳۶       | ۳۶                    | ۲۳        | ۱     |

## وسپرم
| ردیف | ناحیه               | مرکز ناحیه    | مساحت (km۲) | جمعیت (۲۰۱۳) | تراکم جمعیت (pop/km۲) | تعدادِ     | تعدادِ |
| ردیف | ناحیه               | مرکز ناحیه    | مساحت (km۲) | جمعیت (۲۰۱۳) | تراکم جمعیت (pop/km۲) | شهرستان‌ها | شهرها |
| ---- | ------------------- | ------------- | ----------- | ------------ | --------------------- | --------- | ----- |
| ۱    | ناحیه آیکا          | آیکا          | ۳۲۰٫۷۱      | ۳۹٬۱۵۴       | ۱۲۲                   | ۱۱        | ۱     |
| ۲    | ناحیه بالاتون‌آلمادی | بالاتون‌آلمادی | ۲۳۹٫۷۶      | ۲۴٬۴۷۹       | ۱۰۲                   | ۱۰        | ۳     |
| ۳    | ناحیه بالاتون‌فورد   | بالاتون‌فورد   | ۳۵۷٫۷۴      | ۲۴٬۲۵۰       | ۶۸                    | ۲۲        | ۱     |
| ۴    | ناحیه دوچر          | دوچر          | ۴۲۱٫۷۳      | ۱۴٬۹۴۸       | ۳۵                    | ۲۸        | ۱     |
| ۵    | ناحیه پاپا          | پاپا          | ۱٬۰۲۲٫۰۹    | ۵۸٬۹۳۵       | ۵۸                    | ۴۹        | ۱     |
| ۶    | ناحیه شومگ          | شومگ          | ۳۰۶٫۴۱      | ۱۵٬۳۹۰       | ۵۰                    | ۲۱        | ۱     |
| ۷    | ناحیه تاپولتسا      | تاپولتسا      | ۵۴۰٫۳۰      | ۳۴٬۶۸۹       | ۶۴                    | ۳۳        | ۲     |
| ۸    | ناحیه وارپالوتا     | وارپالوتا     | ۲۹۴٫۲۸      | ۳۷٬۴۵۱       | ۱۲۷                   | ۸         | ۲     |
| ۹    | ناحیه وسپرم         | وسپرم         | ۶۲۹٫۶۱      | ۸۲٬۳۵۳       | ۱۳۱                   | ۱۹        | ۲     |
| ۱۰   | ناحیه زیرتس         | زیرتس         | ۳۳۱٫۰۲      | ۱۹٬۵۱۶       | ۵۹                    | ۱۵        | ۱     |

## زالا
| ردیف | ناحیه             | مرکز ناحیه  | مساحت (km۲) | جمعیت (۲۰۱۳) | تراکم جمعیت (pop/km۲) | تعدادِ     | تعدادِ |
| ردیف | ناحیه             | مرکز ناحیه  | مساحت (km۲) | جمعیت (۲۰۱۳) | تراکم جمعیت (pop/km۲) | شهرستان‌ها | شهرها |
| ---- | ----------------- | ----------- | ----------- | ------------ | --------------------- | --------- | ----- |
| ۱    | ناحیه کست‌هی       | کست‌هی       | ۵۳۵٫۹۳      | ۴۹٬۳۸۴       | ۹۲                    | ۳۰        | ۲     |
| ۲    | ناحیه لنتی        | لنتی        | ۶۲۴٫۱۲      | ۱۹٬۷۸۳       | ۳۲                    | ۴۸        | ۱     |
| ۳    | ناحیه لتنیه       | لتنیه       | ۳۸۸٫۶۸      | ۱۶٬۴۱۳       | ۴۲                    | ۲۷        | ۱     |
| ۴    | ناحیه نادْیْ‌کانیژا  | نادْیْ‌کانیژا  | ۹۰۷٫۹۱      | ۷۸٬۰۲۲       | ۸۶                    | ۴۹        | ۲     |
| ۵    | ناحیه زالائگرسگ   | زالائگرسگ   | ۱٬۰۴۴٫۷۰    | ۱۰۲٬۵۵۳      | ۹۸                    | ۸۴        | ۳     |
| ۶    | ناحیه زالاسنت‌گروت | زالاسنت‌گروت | ۲۸۲٫۵۶      | ۱۵٬۵۱۸       | ۵۵                    | ۲۰        | ۱     |

## آمارها
- شامل ناحیه‌های بوداپست نمی‌شود.

### بر پایهٔ مساحت
| بزرگ‌ترین ناحیه‌ها بر پایهٔ مساحت 1. ناحیه کاپوشوار، (شومودی) – ۱٬۵۹۱٫۳۶ کیلومتر مربع 2. ناحیه کچکمت، (باچ-کیش‌کون) – ۱٬۲۱۲٫۲۱ کیلومتر مربع 3. ناحیه کیش‌کوروش، (باچ-کیش‌کون) – ۱٬۱۳۰٫۳۳ کیلومتر مربع 4. ناحیه برتیواوی‌فالو، (هایدو-بیهار) – ۱٬۰۷۳٫۹۰ کیلومتر مربع 5. ناحیه کالوچا، (باچ-کیش‌کون) – ۱٬۰۶۲٫۲۷ کیلومتر مربع 6. ناحیه زالائگرسگ، (زالا) – ۱٬۰۴۴٫۷۰ کیلومتر مربع 7. ناحیه سکش‌فهروار، (فیر) – ۱٬۰۳۲٫۰۵ کیلومتر مربع 8. ناحیه پاپا، (وسپرم) – ۱٬۰۲۲٫۰۹ کیلومتر مربع 9. ناحیه تاماشی، (تولنا) – ۱٬۰۱۹٫۹۴ کیلومتر مربع 10. ناحیه بایا، (باچ-کیش‌کون) – ۱٬۰۰۸٫۸۰ کیلومتر مربع | کوچک‌ترین ناحیه‌ها بر پایهٔ مساحت 1. ناحیه دوناکسی، (پِشت) – ۱۰۳٫۰۷ کیلومتر مربع 2. ناحیه وچش، (پِشت) – ۱۱۹٫۷۴ کیلومتر مربع 3. ناحیه پیلیش‌ووروش‌وار، (پِشت) – ۱۳۰٫۸۱ کیلومتر مربع 4. ناحیه هایدوهادهاز، (هایدو-بیهار) – ۱۳۷٫۰۲ کیلومتر مربع 5. ناحیه زاهونی، (سابولچ-ساتمار-برگ) – ۱۴۵٫۹۲ کیلومتر مربع 6. ناحیه دیال، (پِشت) – ۱۷۰٫۹۹ کیلومتر مربع 7. ناحیه بلاپاتفالوا، (هوش) – ۱۸۰٫۸۹ کیلومتر مربع 8. ناحیه ارد، (پِشت) – ۱۸۴٫۲۹ کیلومتر مربع 9. ناحیه اوروسلانی، (کوماروم-استرگوم) – ۱۹۹٫۳۹ کیلومتر مربع 10. ناحیه تولنا، (تولنا) – ۲۰۵٫۲۴ کیلومتر مربع |

### بر پایهٔ جمعیت
| بزرگ‌ترین ناحیه‌ها بر پایهٔ جمعیت (۲۰۱۵) 1. ناحیه میشکولتس، (بورشود-آبااوی-زمپلن) – ۲۴۰٬۲۷۹ 2. ناحیه دبرتسن، (هایدو-بیهار) – ۲۱۶٬۴۶۷ 3. ناحیه سگد، (چونگراد) – ۱۹۸٬۴۹۴ 4. ناحیه دیور، (دیور-موشون-شوپرون) – ۱۹۲٬۰۶۸ 5. ناحیه پچ، (بارانیا) – ۱۷۸٬۲۹۱ 6. ناحیه نیردی‌هازا، (سابولچ-ساتمار-برگ) – ۱۶۵٬۸۰۵ 7. ناحیه کچکمت، (باچ-کیش‌کون) – ۱۵۶٬۵۷۱ 8. ناحیه سکش‌فهروار، (فیر) – ۱۵۲٬۵۵۰ 9. ناحیه گودوللو، (پِشت) – ۱۴۱٬۸۵۳ 10. ناحیه ارد، (پِشت) – ۱۱۸٬۷۳۵ | کوچک‌ترین ناحیه‌ها بر پایهٔ جمعیت (۲۰۱۵) 1. ناحیه بلاپاتفالوا، (هوش) – ۸٬۵۷۰ 2. ناحیه پچ‌واراد، (بارانیا) – ۱۱٬۵۶۷ 3. ناحیه بوی، (بارانیا) – ۱۱٬۶۰۷ 4. ناحیه هدی‌هات، (بارانیا) – ۱۲٬۴۰۵ 5. ناحیه تاب، (شومودی) – ۱۲٬۴۹۷ 6. ناحیه توکای، (بورشود-آبااوی-زمپلن) – ۱۲٬۹۶۶ 7. ناحیه واشوار، (واش) – ۱۳٬۳۲۶ 8. ناحیه چنگر، (سابولچ-ساتمار-برگ) – ۱۳٬۷۶۱ 9. ناحیه شیه، (بارانیا) – ۱۳٬۹۸۶ 10. ناحیه مزوچات، (بورشود-آبااوی-زمپلن) – ۱۴٬۳۵۱ |

### بر پایهٔ تراکم جمعیت
| بزرگ‌ترین ناحیه‌ها بر پایهٔ تراکم جمعیت (۲۰۱۵) 1. ناحیه دوناکسی، (پِشت) – ۷۸۳/کیلومتر مربع 2. ناحیه ارد، (پِشت) – ۶۴۴/کیلومتر مربع 3. ناحیه سیگت‌سنت‌میکلوش، (پِشت) – ۵۳۰/کیلومتر مربع 4. ناحیه دبرتسن، (هایدو-بیهار) – ۴۰۸/کیلومتر مربع 5. ناحیه پیلیش‌ووروش‌وار، (پِشت) – ۴۰۶/کیلومتر مربع 6. ناحیه وچش، (پِشت) – ۳۹۸/کیلومتر مربع 7. ناحیه گودوللو، (پِشت) – ۳۱۶/کیلومتر مربع 8. ناحیه بوداکسی، (پِشت) – ۲۹۹/کیلومتر مربع 9. ناحیه پچ، (بارانیا) – ۲۸۶/کیلومتر مربع 10. ناحیه سگد، (چونگراد) – ۲۶۸/کیلومتر مربع | کوچک‌ترین ناحیه‌ها بر پایهٔ تراکم جمعیت (۲۰۱۵) 1. ناحیه شیه، (بارانیا) – ۲۸/کیلومتر مربع 2. ناحیه تاب، (شومودی) – ۲۹/کیلومتر مربع 3. ناحیه لنتی، (زالا) – ۳۱/کیلومتر مربع# ناحیه چورگو، (شومودی) – ۳۳/کیلومتر مربع ناحیه گونتس، (بورشود-آبااوی-زمپلن) ناحیه بارچ، (شومودی) 4. ناحیه هدی‌هات، (بارانیا) – ۳۴/کیلومتر مربع ناحیه دیومائندرد، (بکش) 5. ناحیه دوچر، (وسپرم) – ۳۵/کیلومتر مربع 6. ناحیه واشوار، (واش) – ۳۶/کیلومتر مربع ناحیه بالمازاوی‌واروش، (هایدو-بیهار) |

### بر پایهٔ شهرداری‌ها
| بزرگ‌ترین ناحیه‌ها بر پایهٔ تعداد شهرداری‌ها 1. ناحیه زالائگرسگ، (زالا) – ۸۴ 2. ناحیه کاپوشوار، (شومودی) – ۷۸ 3. ناحیه شیکلوش، (بارانیا) – ۵۳ 4. ناحیه فهردیارمات، (سابولچ-ساتمار-برگ) – ۵۰ 5. ناحیه پاپا، (وسپرم) – ۴۹ ناحیه نادی‌کانیژا، (زالا) 6. ناحیه لنتی، (زالا) – ۴۸ 7. ناحیه کورمند، (واش) – ۴۶ 8. ناحیه سیگت‌وار، (بارانیا) – ۴۵ ناحیه ادلنی، (بورشود-آبااوی-زمپلن) | :کوچک‌ترین ناحیه‌ها بر پایهٔ تعداد شهرداری‌ها 1. ناحیه دبرتسن، (هایدو-بیهار) – ۲ ناحیه هایدوبوسورمنی، (هایدو-بیهار) 2. ناحیه هایدوهادهاز، (هایدو-بیهار) – ۳ ناحیه نادی‌کوروش، (پِشت) 3. ناحیه دیولا، (بکش) – ۴ ناحیه چونگراد، (چونگراد-چاناد) ناحیه هودمزوواشارهی، (چونگراد-چاناد) ناحیه دوناکسی، (پِشت) ناحیه دیال، (پِشت) ناحیه وچش، (پِشت) ناحیه تولنا، (تولنا) |